# Dreverna
Dreverna je rybářská vesnice v seniorátu Priekulė (Priekulės seniūnija) na východním pobřeží Kuršského zálivu Baltského moře a na levém břehu řeky Dreverna v Litvě. Nachází se také v okrese Klaipėda v Klaipėdském kraji v Přímořské nížině (Pajurio žemuma).

## Vodstvo
Řeka Dreverna, která je bývalým ramenem delty řeky Nemunas (Němen), se za vesnicí vlévá do Kuršského zálivu. Severovýchodní okraj Dreverny lemuje Vilémův kanál (Vilhelmo kanalas nebo Klaipėdos kanalas), který byl vykopán v letech 1863-1873 a který sloužil ke zkrácení a zrychlení lodní dopravy z řeky Nemunas až do Klaipėdy. Památkou na provoz kanálu je také staré zdymadlo. Nachází se zde také přístav Dreverna, který také nabízí sezónní dopravu do Juodkrantė na Kuršské kose.

## Balvan Dreverna
Přírodní památkou je bludný balvan balvan Dreverna (Drevernos akmuo) mající rozměr 1,6 m a který byl na místo dopraven zaniklým ledovcem z Fennoskandinávie v době ledové.

## Legenda, historie a současnost
Podle legendy žil v okolí Dreverny obr, který zde zemřel a je zde i pochován. V minulosti se místo nazývalo Drevėnai a byla to malá rybářská osada, která byla poprvé písemně zmíněna v roce 1253. V 17. a 18. století byla osada Dreverna významným obchodním centrem, kde se konaly velké rybí trhy v její osadě Strykis. V období sovětské nadvlády zde byly rybí farmy. V lednu 2007 tehdejší osadu vážně poškodilo tornádo. V roce 2009 se v Dreverně postavil moderní přístav, který se pak v roce 2017 rekonstruoval a společně s další výstavbou se Dreverna proměnila v turisticky atraktivní vesnici. V Dreverně je mateřská a základní škola, knihovna, pošta, obchod, hřbitov, restaurace, půjčovny sportovního nářadí, sportoviště, kemp Dreverna, rozhledna Dreverna (Drevernos apžvalgos bokštas) a malý skanzen Etnografická usedlost Jonase Giža (Jono Gižo etnografinė sodyba), ve které žil významný litevský stavitel lodí Jonas Gižas (1887-1940). Kurská laguna u Dreverny je významným místem pro milovníky kiteboardingu a surfingu, protože mělké pobřeží a příznivý stabilní vítr vytvářejí jedny z nejlepších podmínek pro tyto sporty v Litvě.

## Další informace
Přes Drevernu také vedou cyklostezky a turistické trasy.

## Galerie

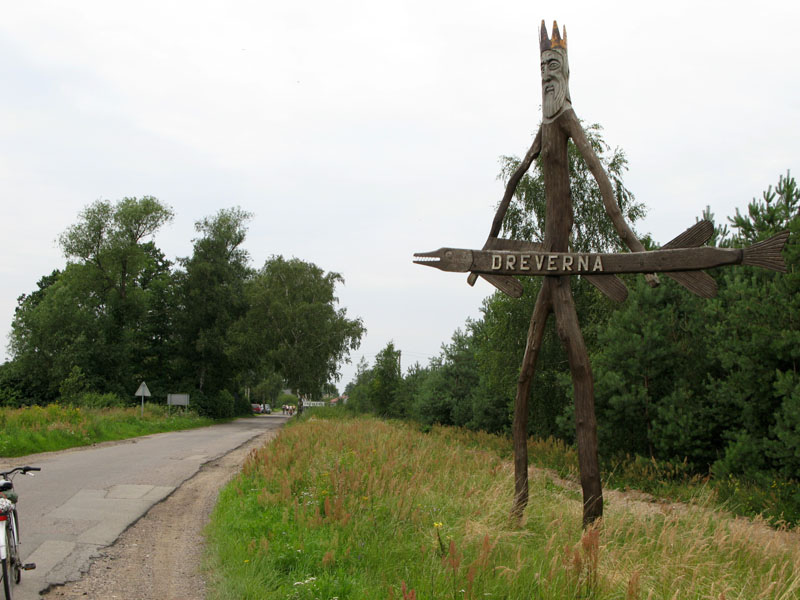
Vjezd do vesnice (socha obra)
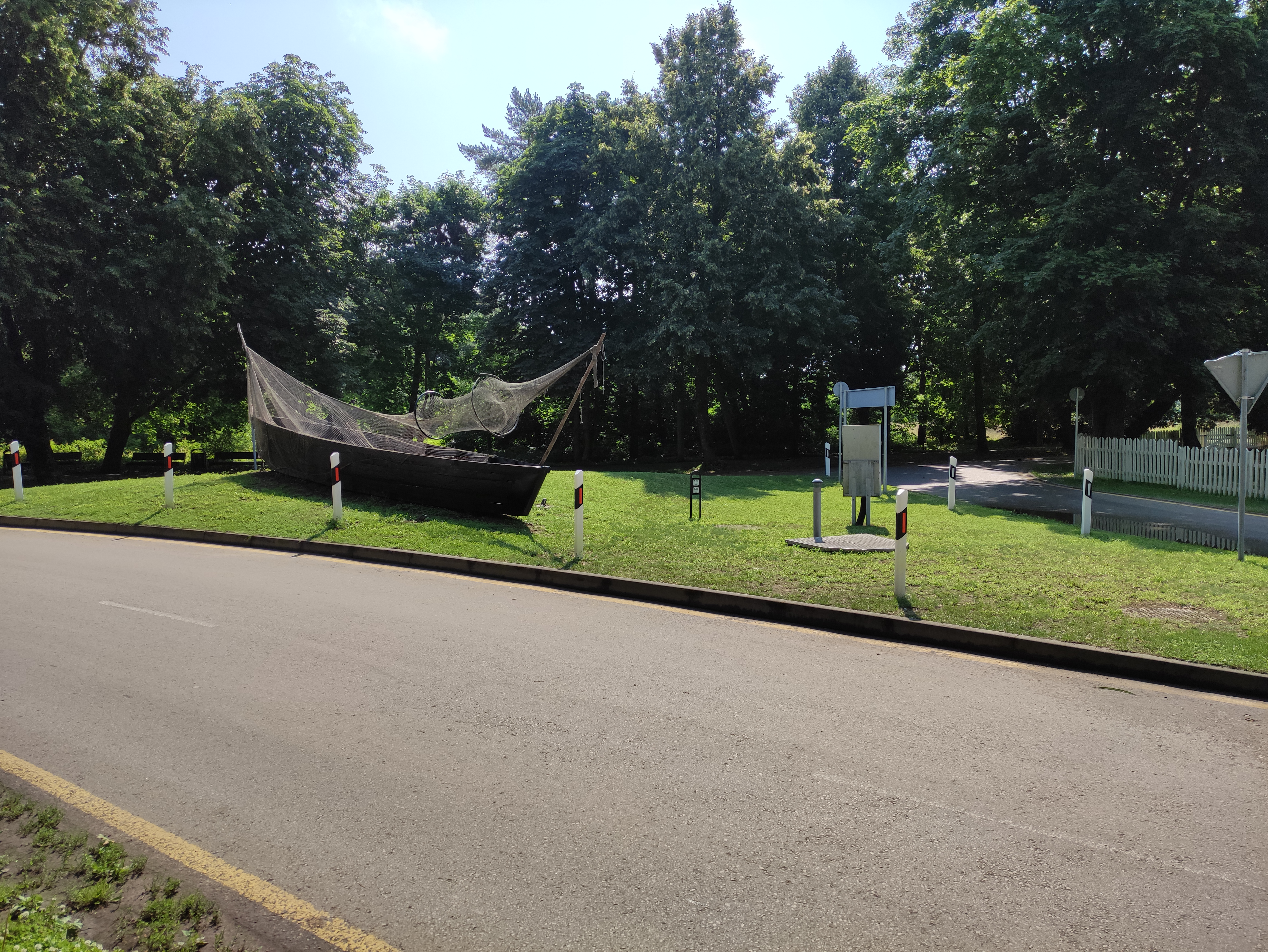
Stará rybářská loď
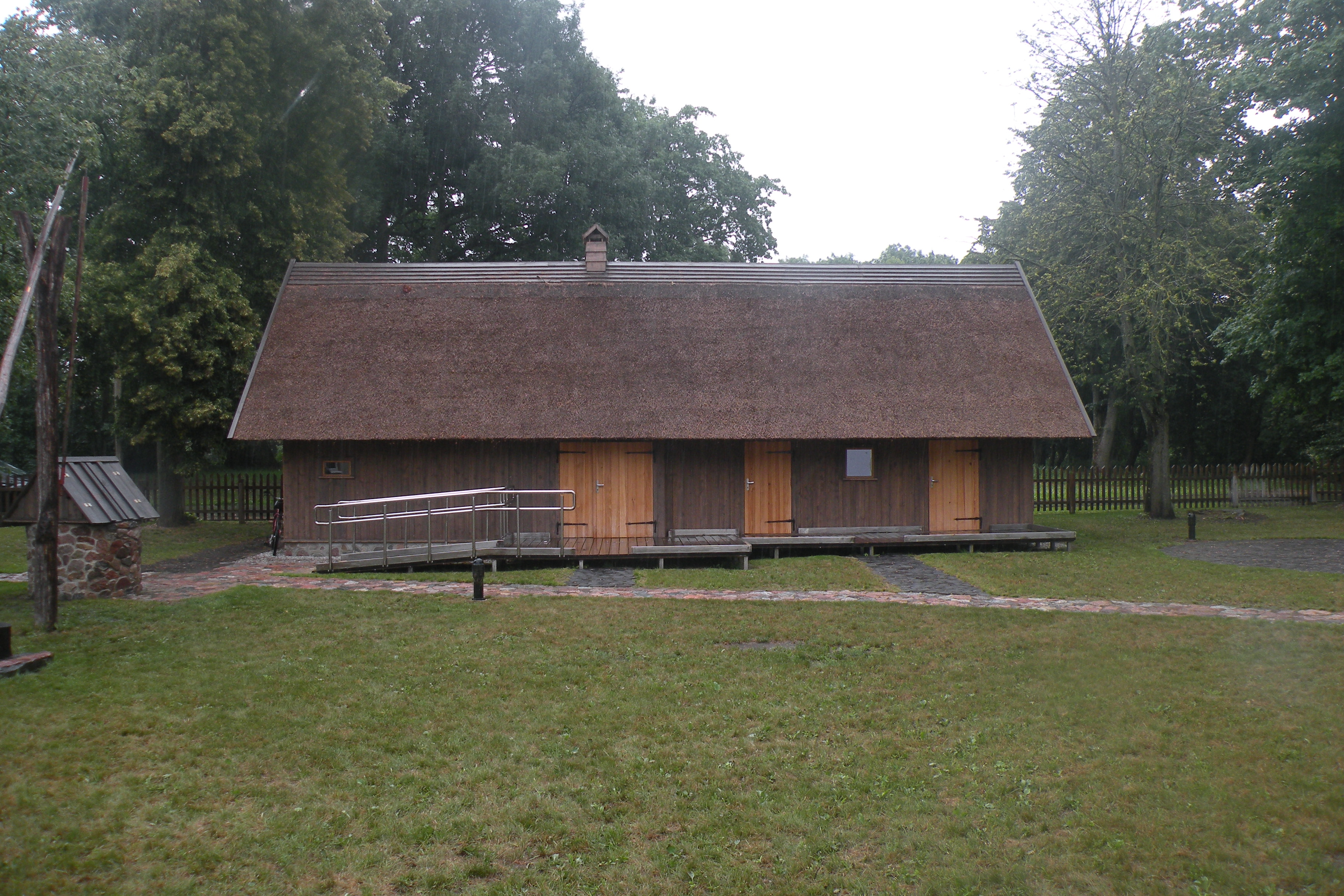
Etnografická usedlost Jonase Giža (Jono Gižo etnografinė sodyba)
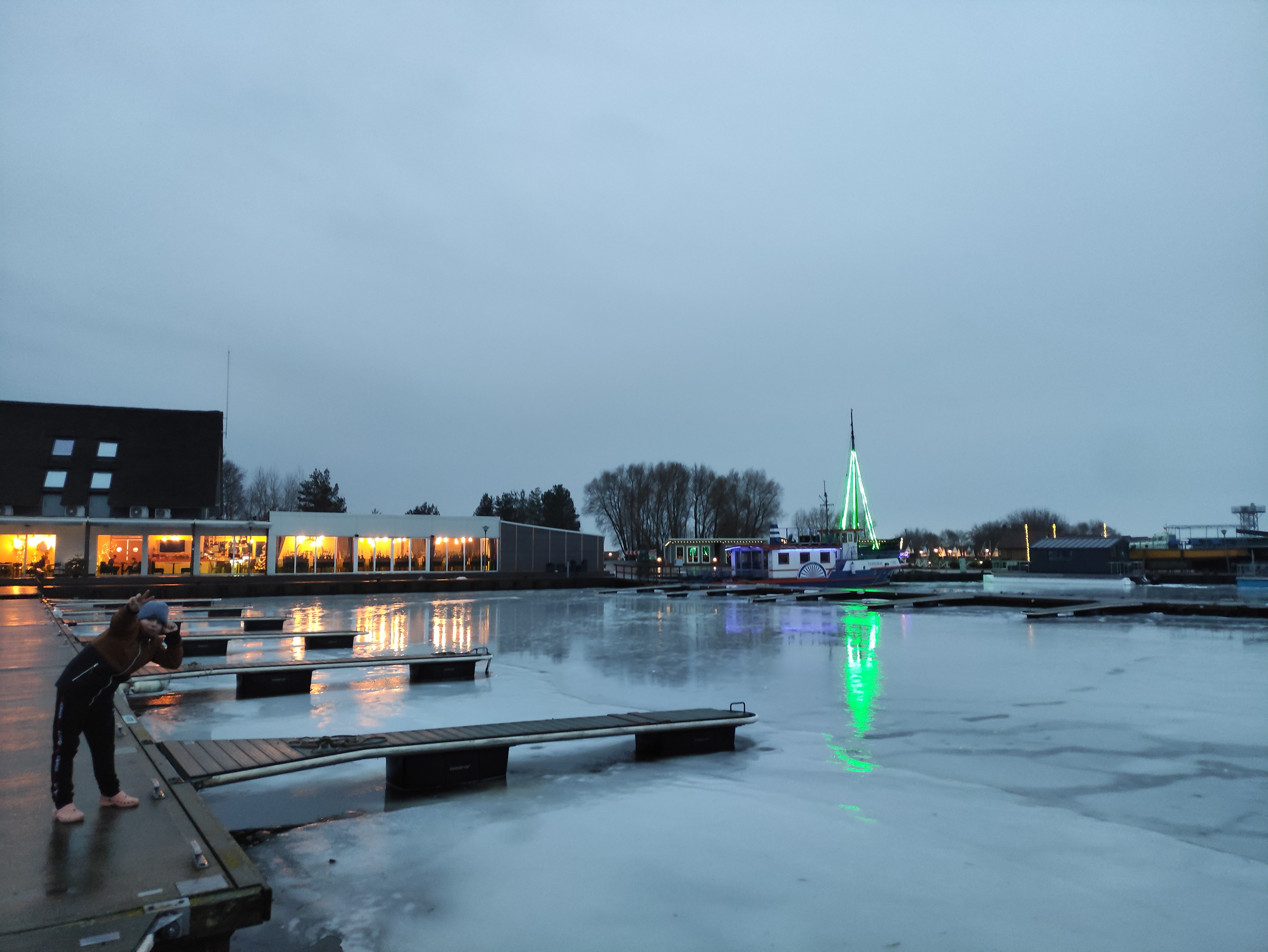
Přístav v noci v zimě
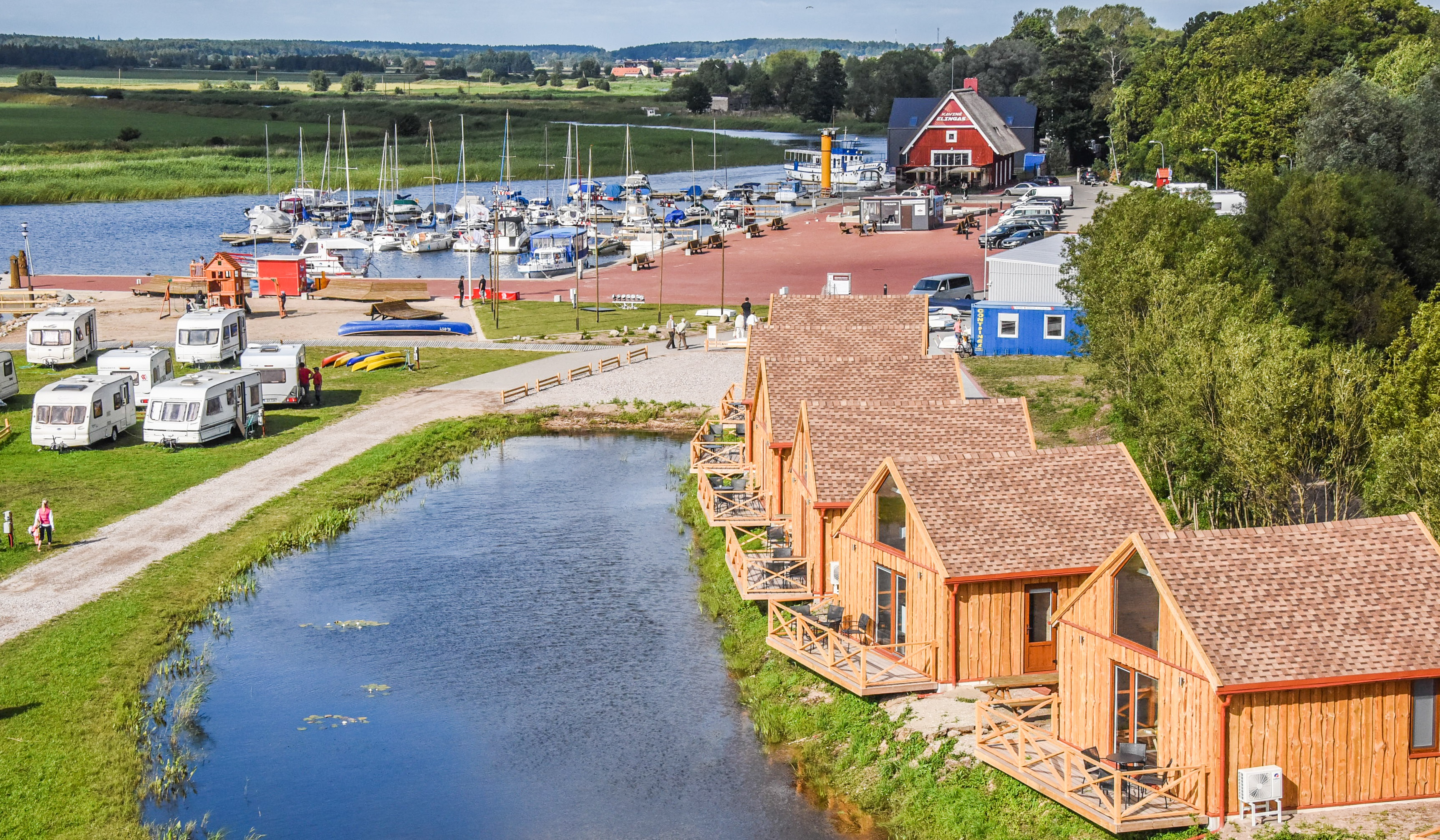
Pohled na přístav z rozhledny Dreverna
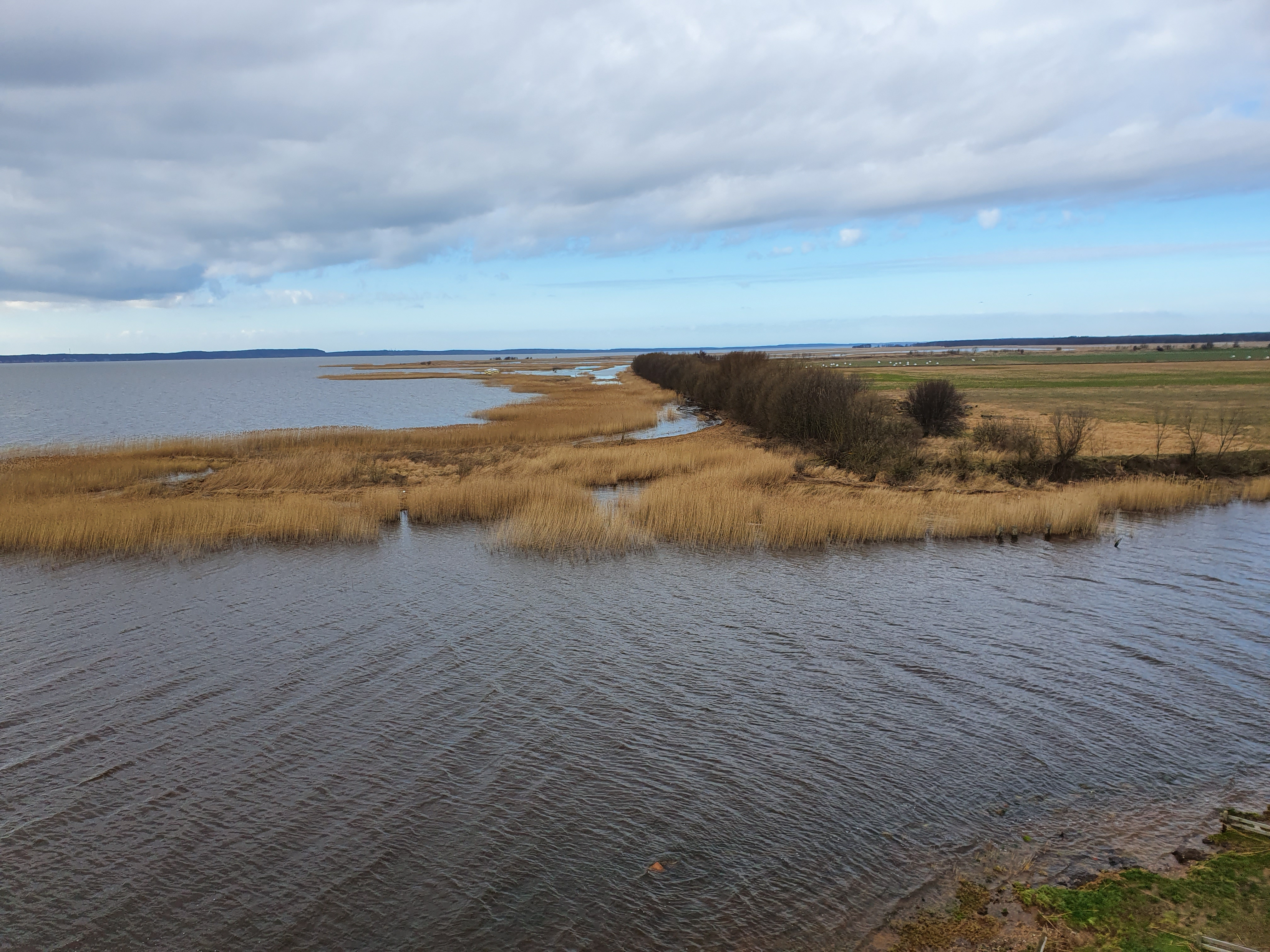
Ústí řeky Dreverna